# نوشكا فونتين

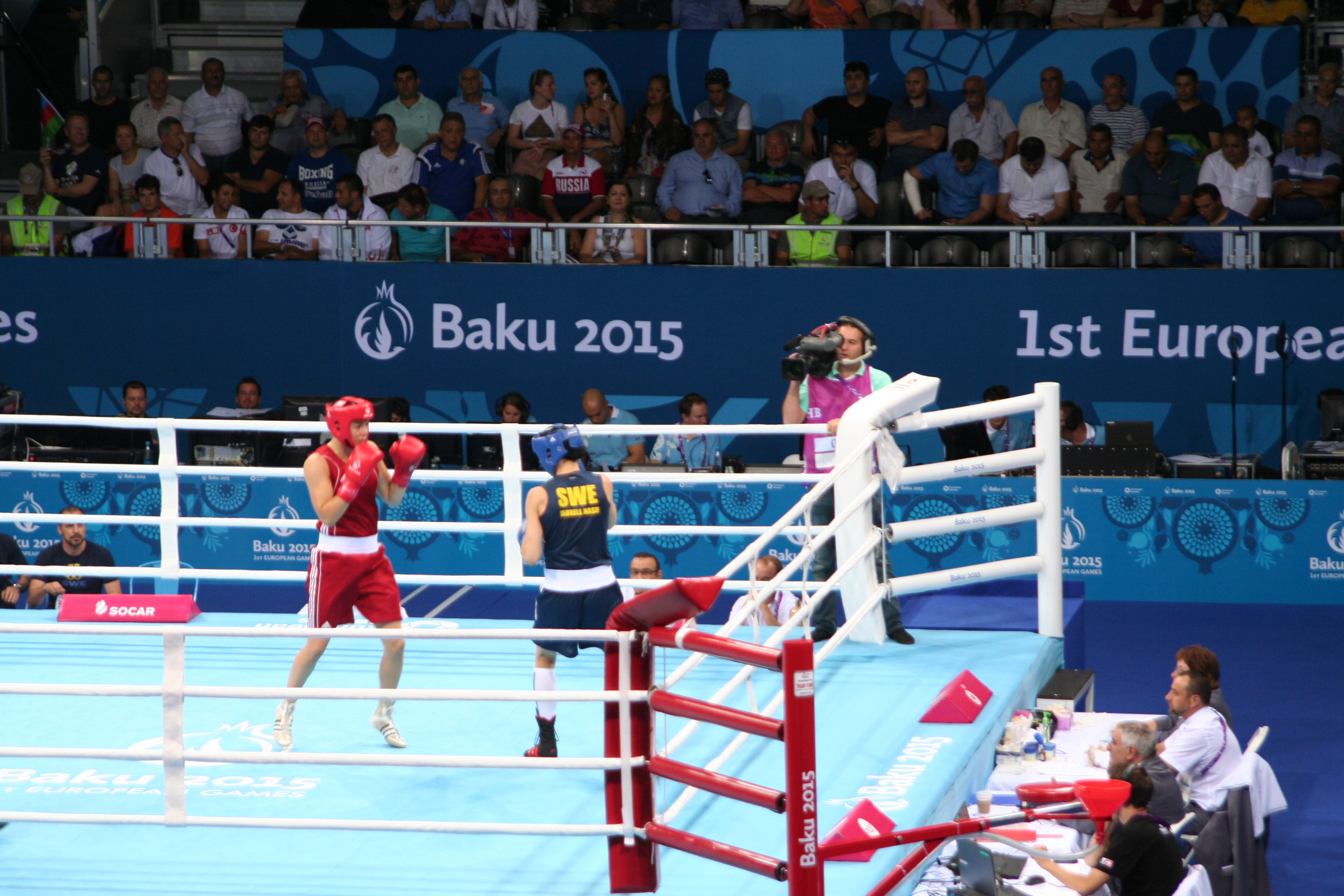
نوشكا فونتيجن (يسار) تقاتل آنا لوريل ناش في نهائي الألعاب الأوروبية 2015

نوشكا فونتين (تنطق بالهولندية: [ˈnuʃkaː fɔnˈtɛin]، من مواليد 9 نوفمبر 1987) هي ملاكمة هولندية متقاعدة. هي بطلة أوروبا الحالية في الوزن المتوسط أو فئة 75 كجم للسيدات بعد فوزها بالميدالية الذهبية في كل من دورتي الألعاب الأوروبية 2015 وبطولة أوروبا للملاكمين الهواة 2014.

## النشأة والتعليم
ولدت نوشكا فونتين في 9 نوفمبر 1987 في روتردام بهولندا. درست العلاج الطبيعي في جامعة روتردام للعلوم التطبيقية.

## الملاكمة
بدأت فونتين ممارسة الملاكمة للهواة في عام 2007 وكان تنافس في الوزن المتوسط أو 75 كجم. أصبحت بطلة هولندا لأول مرة في عام 2009 وظلت تفوز بهذا اللقب إلى الحين.
فازت بالميدالية الفضية في بطولة أوروبا 2011 في روتردام، بعد خسارتها في النهائي أمام ناديجدا تورلوبوفا. فازت بالميدالية الذهبية في بطولة أوروبا 2014 في بوخارست. وفي العام التالي، فازت أيضًا بالميدالية الذهبية في دورة الألعاب الأوروبية 2015 في باكو.
فازت فونتين بفضية بطولة العالم 2016 في آستانا ومرة أخرى فضية الألعاب الأولمبية الصيفية 2016 في ريو دي جانيرو، بعد خسراتها 3–0 أمام كلاريسا شيلدز في النهائي في كلا البطولتين.
شاركت فونتين في دورة الألعاب الأولمبية الصيفية 2020 في طوكيو وحصلت على الميدالية البرونزية.

## روابط خارجية
- الموقع الرسمي
- نوشكا فونتين على موقع بوكس ريك (الإنجليزية) (registration required)
- نوشكا فونتين على موقع اللجنة الأولمبية الدولية (الإنجليزية)
- نوشكا فونتين على موقع أوليمبيديا (الإنجليزية)
- نوشكا فونتين على موقع تيم أن.أل (الهولندية)